# Illaena albertisi
Illaena albertisi là một loài bọ cánh cứng trong họ Cerambycidae.